# حتى منتصف الليل
حتى منتصف الليل هو فيلم إثارة إماراتي، من إخراج طارق الكاظم وإنتاج يونجي هان، وبطولة أحمد خميس علي. صدر الفيلم في يونيو 2018.

## الملخص
تدور أحدات الفيلم حول سالم، العائد إلى الوطن من رحلة طويلة، من أجل قضاء وقت هادئ وممتع مع زوجته، إلا أنّه يعثر على أوراق لعب منتشرة في مختلف أنحاء البيت، وبمتابعتها يكتشف أنّ لكل ورقة عدا تنازليا، وهو ما ينذر بتعرضه لحادث مرعب، وسرعان ما يكتشف دخول شخص ملثم إلى البيت يحمل سكينا، ليخوض سالم صراعا مخيفا بين أن يدافع على البيت أو أن يهرب مع زوجته، وهو أمر ليس سهلا، حيث يتعين عليه حل السر الكامن في الأوراق.

## طاقم الفيلم
- أحمد خميس علي بدور سالم
- تشوكا إيكويوغو في دور رونين
- هبة الحموي في دور سارة
- ريك أبي في دور حسن
- مروان أحمد في دور عبد القادر

## الإنتاج
تم تصوير الفيلم في دبي في فيلا بمنطقة البرشاء في دبي، الإمارات العربية المتحدة.